# 増田猛夫
増田 猛夫（ますだ たけお、1916年11月1日 - 2006年3月30日）は、日本の実業家。伊藤忠商事副社長、伊藤忠燃料（現：伊藤忠エネクス）社長。

## 略歴・人物
- 新潟県出身。
- 1934年 横濱専門学校（現神奈川大学）第一回給費生入学
- 横濱専門学校（現神奈川大学）首席卒業
- 伊藤忠商事副社長
- 伊藤忠燃料（現：伊藤忠エネクス）社長
- 1981年 - 藍綬褒章受章[1]
- 1992年 - 勲三等瑞宝章受章[1]
- 2006年3月30日 - 東京都新宿区の病院で死去（89歳）
- その後、4月4日に次男・三郎によって、東京都杉並区上荻2丁目にある光明院で葬儀が行われた[2]。